# Cedro (kommun i Brasilien, Ceará, lat -6,59, long -39,12)
Cedro är en kommun i Brasilien.   Den ligger i delstaten Ceará, i den östra delen av landet, 1 400 km nordost om huvudstaden Brasília. Antalet invånare är 24 538. Arean är 726 kvadratkilometer.
Terrängen i Cedro är platt åt nordost, men åt sydväst är den kuperad.
Följande samhällen finns i Cedro:
- Cedro

Omgivningarna runt Cedro är huvudsakligen savann. Runt Cedro är det ganska tätbefolkat, med 93 invånare per kvadratkilometer.